# Эспин, Вильма
Ви́льма Эспи́н (исп. Vilma Espín Guillois; 7 апреля 1930 — 18 июня 2007) — общественный деятель Кубы. Супруга бывшего председателя Госсовета Кубы Рауля Кастро. Первая леди страны в годы правления его брата Фиделя Кастро. Мать Мариэлы Кастро Эспин.

## Биография

### Происхождение
Вильма родилась 7 апреля 1930 года в Сантьяго-де-Куба в весьма состоятельной семье. Её отец работал управляющим в крупнейшей компании, производившей кубинский ром. Мать, родом из семьи французских иммигрантов, была домохозяйкой. Однако такой образ жизни пришёлся Вильме не по душе — наследница огромной латифундии решила пойти своим путём.

### Революционерка
Она стала одной из первых девушек, получивших высшее образование по специальности инженер-химик. А затем, познакомившись с революционером Франком Паисом, — активным участником кубинского подполья, знаменитого «Движения 26 июля». Работая под псевдонимом Дебора Вильма стала связующим звеном между повстанцами Паиса и братьями Кастро. Последние в то время отбывали наказание в мексиканской тюрьме. Так она познакомилась со своим будущим мужем Раулем. 
Партизанская жизнь наградила Вильму отличными навыками стрельбы из пистолета. Говорят, что она без труда попадала с десяти шагов в мелкую монету. Свадьба младшего Кастро и Эспин состоялась 26 января 1959 года, как только стало ясно, что революция победила всерьез и надолго. Но даже рождение четырёх детей не помешало Вильме продолжать активную политическую и общественную деятельность.

### Общественная деятельность
В свете развода Фиделя Кастро с Миртой Кастро в 1955 году впоследствии Вильма Эспин с одобрения самого команданте исполняла роль первой леди Кубы. После победы кубинской революции в 1959 году Эспин становится одним из влиятельнейших политиков Кубы, членом политбюро ЦК Компартии Кубы и членом Государственного Совета страны. Более 45 лет она возглавляла основанную при её участии Федерацию кубинских женщин, одновременно являясь вице-президентом Международной демократической федерации женщин. 
С 1976 года Вильма входила в состав кубинского парламента, а с 1980 по 1991 год была членом политбюро компартии Кубы. Благодаря её инициативе на Кубе открывались учебные заведения для женщин, ясли и детские сады. Вильма была также автором Семейного кодекса, который с 1975 года гарантирует равноправие мужчин и женщин, а также обязывает мужчин брать на себя часть обязанностей по уходу за домом и воспитанию детей. Вильма выступала в поддержку однополых браков.

### Кончина
Вильма Эспин скончалась 18 июня 2007 года в возрасте 77 лет от тяжёлой продолжительной болезни. Её похоронили в мавзолее павших бойцов легендарного фронта имени Франка Паиса, в рядах которого она сражалась против диктатуры Батисты. В связи с ее смертью в стране был объявлен однодневный национальный траур, на всех государственных учреждениях и воинских частях приспущены национальные флаги.